# Cine del Reino Unido
El cine del Reino Unido ha tenido una gran influencia en el desarrollo tanto tecnológico como comercial y artístico del cine, y es una de las industrias cinematográficas más respetadas en el mundo. A pesar de una historia plagada de producciones exitosas, el cine británico se caracteriza por un debate en curso sobre su identidad (que incluye aspectos económicos y culturales) y las influencias del cine estadounidense y europeo; sin embargo, es justo afirmar que, durante los años 1940, disfrutó de una breve "Edad de oro", con la producción de los estudios de J. Arthur Rank y Alexander Korda. La industria cinematográfica británica ha generado algunos de los más importantes actores, directores y películas de todos los tiempos, una lista extensa que incluye a Alfred Hitchcock, David Lean, Laurence Olivier y Anthony Hopkins.
La producción cinematográfica en el Reino Unido ha experimentado una serie de booms y recesiones. Aunque pueden usarse muchos factores para medir el éxito de la industria, el número de películas británicas producidas cada año provee una visión de conjunto de su desarrollo: la industria experimentó un crecimiento exponencial en un primer momento de desarrollo en la década de 1910; pero, durante los años 1920 experimentó una caída debido a la competencia y prácticas comerciales del cine estadounidense. La Ley de películas cinematográficas de 1927 introdujo medidas protectoras que llevaron a la recuperación y a la más alta producción de todos los tiempos en 1936, con un total de 192 películas. Luego, la producción declinó por varios años. Tras la Segunda Guerra Mundial, la producción fílmica se recuperó con un largo período de relativa estabilidad y una creciente inversión norteamericana; pero otra recesión golpeó a la industria a mediados de los años 1970, llegando a un mínimo de producción en toda su historia, con solo 24 películas filmadas en 1981. La baja producción continuó a lo largo de los años 1980, pero se incrementó nuevamente en los años 1990 con inversión pública y privada renovada.
Si bien los niveles de producción cinematográfica brindan una visión de conjunto, la historia del cine británico es compleja con varios movimientos culturales desarrollándose independientemente. Algunas de las películas más exitosas fueron realizadas durante las denominadas "recesiones", como es el caso de Chariots of Fire (1981) que fue nominada a siete Premios Óscar y ganó cuatro, incluyendo el Oscar a la mejor película.

## Historia

### Cine mudo (antes de los años 1930)

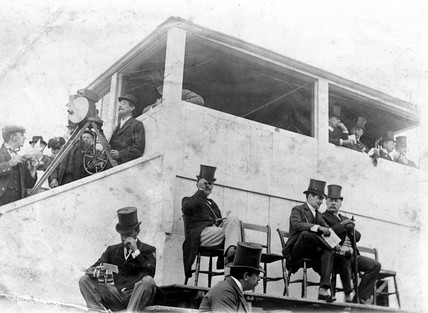
Birt Acres filmando el derby de Epsom en 1895.

El cine moderno es generalmente visto como descendiente del trabajo de los hermanos Lumière en Francia en 1892, cuya muestra llegó por primera vez a Londres en 1896; sin embargo, las primeras imágenes en movimiento desarrolladas en celuloide fueron realizadas en Hyde Park, Londres, en 1889, por William Friese Greene. El 21 de junio de 1889, este inventor británico patentó su cámara 'cronofotográfica' que, aparentemente, era capaz de tomar hasta diez fotografías por segundo usando película de celuloide perforada. Un informe sobre la cámara fue publicado en la revista británica Photographic News el 18 de febrero de 1890. El 18 de marzo, Friese Greene envió un recorte de la historia a Thomas Alva Edison, cuyo laboratorio había estado desarrollando un sistema de película conocido como el quinetoscopio. El informe fue reimpreso en la revista Scientific American. Friese Greene hizo una demostración pública en 1890, pero la baja frecuencia de imágenes por segundo combinada con la aparente falta de seguridad del dispositivo hizo que esta fuera fallida. A inicios de la década de 1890, experimentó con cámaras estereoscópicas, pero no tuvo mucho éxito. En 1891, Friese Greene se declaró en bancarrota y, para cubrir sus deudas debió vender los derechos de la patente de la cámara 'cronofotográfica' por £500. La tasa de renovación nunca fue pagada y, finalmente, la patente venció. A pesar de ello, su película es la primera instancia conocida de una imagen en movimiento proyectada.
Las primeras personas que construyeron y utilizaron una cámara de película de 35 mm en Gran Bretaña fueron Robert W. Paul y Birt Acres, quienes filmaron la primera película británica titulada Incident at Clovelly Cottage en febrero de 1895. Esta cámara denominada la "cámara Paul-Acres" fue la primera hecha en el Reino Unido.
Poco después, varias compañías fílmicas británicas habían abierto para atender la demanda de nuevas películas, como es el caso de Mitchell y Kenyon en Blackburn (Lancashire). Las primeras películas británicas tuvieron, a menudo, un tono melodramático y existió una preferencia distintiva por argumentos que ya eran conocidos por la audiencia; en particular, adaptaciones de obras de Shakespeare y novelas de Charles Dickens.
En 1903, el productor estadounidense Charles Urban, una de las figuras más significativas del cine británico anterior a la Primera Guerra Mundial, formó su propia compañía, la Charles Urban Trading, y se trasladó a Londres en 1908, en lo que se convertiría en el hogar de la industria cinematográfica británica. En 1903, creó una película sobre ciencia de un minuto de duración llamada The Cheese Mites, que presentaba ácaros arrastrándose alrededor a un trozo de queso stilton. Se trataba de un documental de ciencia, posiblemente el primero y, como tal, sorprendió a los espectadores. También afectó el precio y aumentó las ventas de microscopios baratos, causando que los productores incluyeran paquetes de ácaros como muestras.
En 1904, Charles Urban filmó un documental mudo de 12 minutos denominado "Living London". Esta película fue descubierta en el Archivo Nacional Filmográfico de Australia en octubre de 2008 y muestra a los londinenses de la época ocupándose de sus negocios en un día típico.
En 1906, el socio de Urban, George Albert Smith (1864-1959) desarrolló un sistema de película aditiva de dos colores (rojo y verde) que Urban lanzó en 1908 y que, desde 1909, fue conocido como kinemacolor y disfrutó de gran éxito mundial hasta 1914. La película a kinemacolor británica más famosa fue un documental mudo épico de dos horas y media de duración titulada With Our King and Queen Through India (1912), también conocida como The Durbar in Delhi. En ella, se representó la Corte noble de Delhi (Delhi Durbar) que celebraba la coronación de Jorge V del Reino Unido. Durante la Primera Guerra Mundial, Urban trabajó en propaganda británica produciendo los documentales Britain Prepared y Fight for the Dardanelles (ambas en 1905).

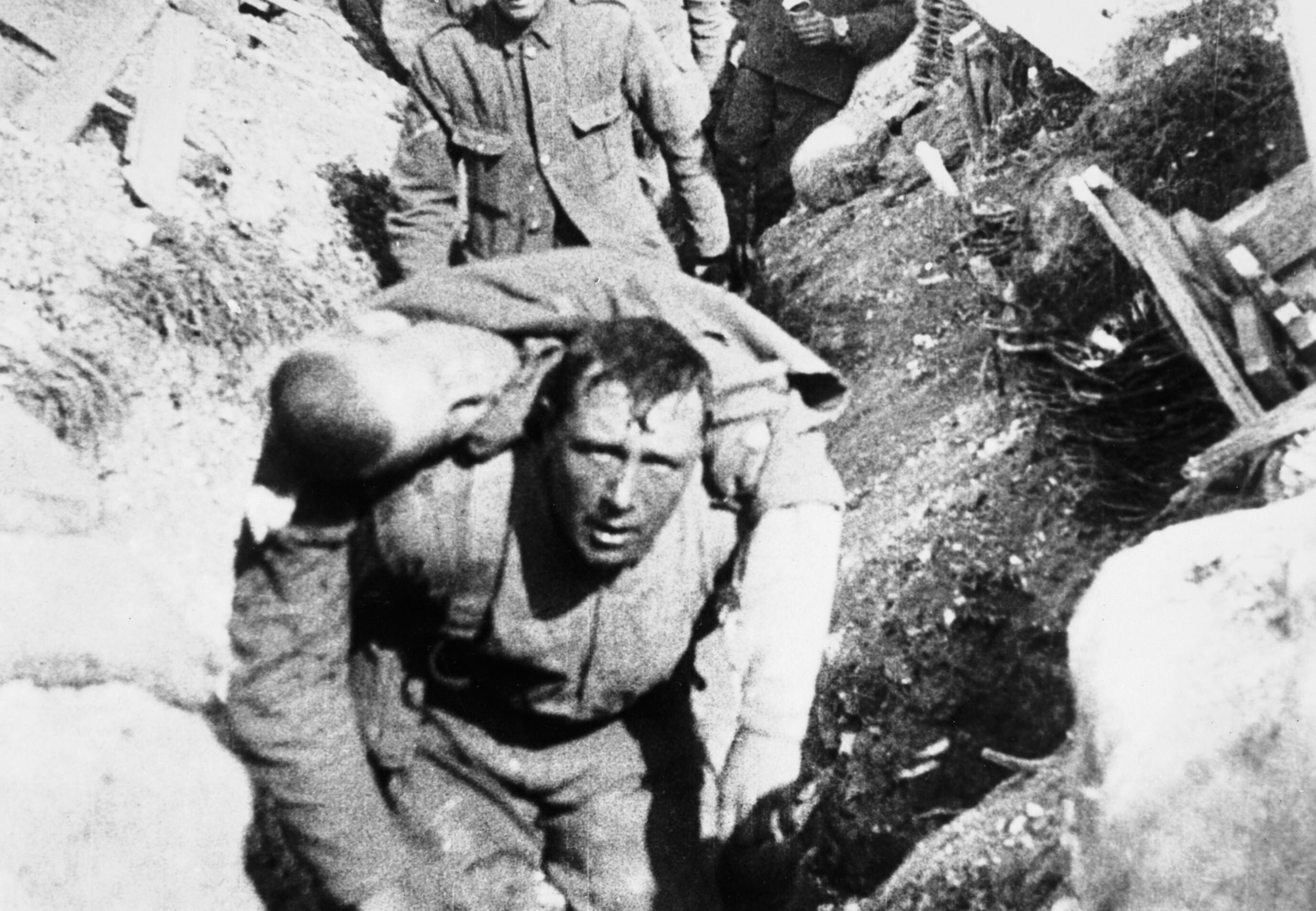
Secuencia del documental La Batalla del Somme (1916), precedida del intertítulo: Tommies británicos rescatando a un camarada bajo el fuego de obuses (Este hombre fallecería 30 minutos después de alcanzar la trinchera).

Luego, Urban editó el clásico La Batalla del Somme (1916), considerado el primer documental de guerra en la Historia. La primera proyección fue visionada por el primer ministro Lloyd George el 2 de agosto de 1916 y, el 10 de agosto, se proyectó en el Scala Theatre de Londres, cuando la batalla aún no había finalizado. Una sesión privada de proyección se realizó el 2 de septiembre en el castillo de Windsor en presencia del rey Jorge V.
El impacto del documental en la opinión pública fue considerable, con una audiencia que alcanzó los 20 millones de espectadores en sus primeras 6 semanas. El documental se distribuyó como propaganda en diversos países con el objeto de servir de apoyo a la causa de los aliados y, en particular, en los EE. UU. que en aquel entonces se mantenía al margen de la guerra como potencia neutral. El documental fue llevado durante la misión del capitán Alfred Bromhead en Rusia.

## La industria cinematográfica británica y Hollywood
Algunas películas de temática británica han tenido enorme éxito comercial en el mundo. Las siete películas más taquilleras en el mundo de todos los tiempos tienen alguna dimensión británica, sea histórica, cultural o creativa: Titanic, notables de James Bond, dos episodios de El Señor de los Anillos, dos de Piratas del Caribe y dos de Harry Potter. La primera película culturalmente estadounidense de la lista, Star Wars, en la posición n.º 9, fue filmada principalmente en el Reino Unido. Si se añaden otras cuatro películas de Harry Potter, El Señor de los Añillos, las tres películas sobre un ogro escocés ambientado en un cuento de hadas británico (Shrek), alrededor de dos tercios de las veinte películas más comerciales, con unos ingresos combinados de alrededor de $13 mil millones, poseen una dimensión británica sustancial.
El mercado británico es muy pequeño para que la industria cinematográfica británica pueda producir exitosamente blockbusters al estilo de Hollywood por un período sostenido. En comparación con la estadounidense, la industria cinematográfica británica no ha sido capaz de producir éxitos comerciales internacionalmente; por lo que mantiene una actitud compleja y dividida hacia Hollywood. Por una parte, Hollywood provee trabajo a los directores, actores, escritores, equipo de producción y estudios británicos, permite que la historia y relatos británicos se conviertan en películas y abre a la industria cinematográfica británica los mercados estadounidenses y mundial, limitados a la participación de unos pocos. Por otra parte, la pérdida de control y de beneficios, así como los requerimientos de los distribuidores estadounidenses son vistos a menudo como una amenaza y distorsión de la cultura cinematográfica británica.

## Directores y películas más importantes
| Nombre                                    | Nacido en | Fallecido en | Géneros / Corrientes                                                     | 1-3 títulos notables (producciones británicas)                                                             |
| ----------------------------------------- | --------- | ------------ | ------------------------------------------------------------------------ | --- |
| Lindsay Anderson                          | 1923      | 1994         | Documental Drama Free Cinema                                             | This Sporting Life (1963) If.... (1968) O Lucky Man! (1973)                                                |
| Michael Anderson                          | 1920      | ...          | Cine de aventuras Comedia dramática Cine bélico Ciencia ficción Thriller | The Dam Busters (1955)                                                                                     |
| Michelangelo Antonioni (italiano)         | 1912      | 2007         | Drama                                                                    | Blow-Up (1966)                                                                                             |
| Michael Apted                             | 1941      | ...          | Comedia dramática                                                        | The Triple Echo (1972)                                                                                     |
| Anthony Asquith                           | 1902      | 1968         | Drama Cine bélico Thriller                                               | We Dive at Dawn (1943)                                                                                     |
| Richard Attenborough                      | 1923      | ...          | Biografía Drama Cine bélico                                              | A bridge too far (1977) Gandhi (1982)                                                                      |
| Roy Ward Baker                            | 1916      | ...          | Cine histórico Terror                                                    | A Night to Remember (1958) Dr. Jekyll and Mister Hyde (1971)                                               |
| John Boorman                              | 1933      | ...          | Comedia dramática Drama Cine fantástico                                  | Excalibur (1981) The Emerald Forest (1985)                                                                 |
| Danny Boyle                               | 1956      | ...          | Comedia Cine fantástico Thriller                                         | Trainspotting (1996)                                                                                       |
| Kenneth Branagh                           | 1960      | ...          | Comedia Cine histórico Terror                                            | Enrique V (1989) Much Ado About Nothing (1993)                                                             |
| Peter Brook                               | 1925      | ...          | Comedia dramática                                                        | El señor de las moscas (1963)                                                                              |
| Peter Cattaneo                            | 1964      | ...          | Comedia                                                                  | The Full Monty (1997)                                                                                      |
| Alberto Cavalcanti (brasileño)            | 1897      | 1982         | Comedia Comedia dramática Cine bélico Thriller                           | Went the Day Well ? (1942) Champagne Charlie (1944) Dead of Night (1945)                                   |
| Don Chaffey                               | 1917      | 1990         | Cine de aventuras Comedia Cine fantástico                                | Jasón y los argonautas (1963)                                                                              |
| Jack Clayton                              | 1921      | 1995         | Comedia dramática Cine fantástico                                        | ¡Suspense! (1961) Un lugar en la cumbre (1959)                                                             |
| Peter Collinson                           | 1936      | 1980         | Comedia                                                                  | The Italian Job (Un trabajo en Italia) (1969)                                                              |
| Henry Cornelius                           | 1913      | 1958         | Comedia                                                                  | Pasaporte para Pimlico (1949)                                                                              |
| Alex Cox                                  | 1954      | ...          | Comedia dramática Drama                                                  | Sid and Nancy (1986)                                                                                       |
| Charles Crichton                          | 1910      | 1999         | Comedia                                                                  | Dead of Night (1945) The Lavender Hill Mob (1951) A Fish Called Wanda (1988)                               |
| Richard Curtis                            | 1956      | ...          | Comedia                                                                  | Love Actually (2003)                                                                                       |
| Stephen Daldry                            | 1961      | ...          | Comedia dramática                                                        | Billy Elliot (2000) Las horas (2002)                                                                       |
| Terence Davies                            | 1945      | ...          | Comedia dramática                                                        | Distant Voices, Still Lives (1988)                                                                         |
| Basil Dearden                             | 1911      | 1971         | Comedia Comedia dramática                                                | Dead of Night (1945)                                                                                       |
| Cy Endfield (estadounidense)              | 1914      | 1995         | Cine de aventuras Cine fantástico                                        | La isla misteriosa (1961)                                                                                  |
| Mike Figgis                               | 1948      | ...          | Drama                                                                    | Leaving Las Vegas (1995)                                                                                   |
| Terence Fisher                            | 1904      | 1980         | Cine fantástico Terror                                                   | La maldición de Frankenstein (1957) El sabueso de los Baskerville (1959)                                   |
| Freddie Francis                           | 1917      | 2007         | Cine fantástico Terror                                                   | The Creeping Flesh (1973)                                                                                  |
| Stephen Frears                            | 1941      | ...          | Comedia dramática                                                        | Mi hermosa lavandería (1985) Dangerous Liaisons (1988) Dirty Pretty Things (2002)                          |
| Charles Frend                             | 1909      | 1977         | Cine de aventuras Cine bélico                                            | El mar cruel (1953)                                                                                        |
| Sidney J. Furie (canadiense)              | 1933      | ...          | Espionaje Cine fantástico Thriller                                       | The Ipcress File (1965)                                                                                    |
| Lewis Gilbert                             | 1920      | ...          | Cine de aventuras Espionaje Drama                                        | La espía que me amó (1977) Educating Rita (1983)                                                           |
| Terry Gilliam (estadounidense)            | 1940      | ...          | Cine fantástico                                                          | Brazil (1985)                                                                                              |
| Sidney Gilliat                            | 1908      | 1994         | Comedia                                                                  | Millions Like Us (1943)                                                                                    |
| Peter Greenaway                           | 1942      | ...          | Drama Ensayo                                                             | El contrato del dibujante (1982)                                                                           |
| Paul Greengrass                           | 1955      | ...          | Drama                                                                    | Domingo sangriento (2002)                                                                                  |
| John Grierson                             | 1898      | 1972         | Documental                                                               | Drifters (1929)                                                                                            |
| Michael Grigsby                           | 1936      | ...          | Documental Free Cinema                                                   | ... |
| Val Guest                                 | 1911      | 2006         | Comedia Terror Ciencia ficción                                           | El experimento del doctor Quatermass (1955)                                                                |
| Robert Hamer                              | 1911      | 1963         | Comedia                                                                  | Dead of Night (1945) Ocho sentencias de muerte (Kind Hearts and Coronets, 1949)                            |
| Guy Hamilton                              | 1922      | ...          | Cine de aventuras Espionaje Cine bélico Policial                         | Goldfinger (1964)                                                                                          |
| Christopher Hampton                       | 1946      | ...          | Biografía Comedia dramática                                              | Carrington (1995)                                                                                          |
| Robin Hardy                               | 1939      | ...          | Cine fantástico                                                          | El hombre de mimbre (The Wicker Man, 1973)                                                                 |
| Alfred Hitchcock                          | 1899      | 1980         | Thriller                                                                 | The 39 steps (1935) The Lady Vanishes (1938) Frenesí (1972)                                                |
| John Hough                                | 1941      | ...          | Cine fantástico                                                          | The Watcher in the Woods (1980)                                                                            |
| Hugh Hudson                               | 1936      | ...          | Cine de aventuras Comedia dramática                                      | Chariots of Fire (1981) Greystoke, la leyenda de Tarzán, el rey de los monos (1984)                        |
| James Ivory (estadounidense)              | 1928      | ...          | Comedia dramática Drama                                                  | Una habitación con vistas (1986) Lo que queda del día (1993)                                               |
| Humphrey Jennings                         | 1907      | 1950         | Documental                                                               | Listen to Brittain (1942)                                                                                  |
| Roland Joffé                              | 1945      | ...          | Comedia dramática Cine histórico                                         | The Killing Fields (1984) La misión (1986)                                                                 |
| Terry Jones                               | 1942      | ...          | Comedia                                                                  | La vida de Brian (1979) El sentido de la vida (1983)                                                       |
| Neil Jordan                               | 1950      | ...          | Comedia dramática Cine fantástico                                        | En compañía de lobos (1984) Juego de lágrimas (1992) Michael Collins (1996)                                |
| Alexander Korda                           | 1893      | 1956         | Comedia Cine fantástico Cine histórico                                   | La vida privada de Enrique VIII (1933)                                                                     |
| Zoltan Korda (húngaro)                    | 1895      | 1961         | Cine de aventuras                                                        | Elephant Boy (1937) The Drum (1938) El libro de la selva (1942)                                            |
| Stanley Kubrick (estadounidense)          | 1928      | 1999         | Cine fantástico Crónica                                                  | Dr. Strangelove (1964) 2001: Una odisea del espacio (1968) La naranja mecánica (1972) El resplandor (1980) |
| David Lean                                | 1908      | 1991         | Cine de aventuras Biografía Cine bélico                                  | Breve encuentro (1945) El puente sobre el río Kwai (1957) Lawrence de Arabia (1962)                        |
| Mike Leigh                                | 1943      | ...          | Drama                                                                    | Secretos y mentiras (1996)                                                                                 |
| Richard Lester (estadounidense)           | 1932      | ...          | Comedia                                                                  | The Knack …and How to Get It (1965) Help ! (1965)                                                          |
| Ken Loach                                 | 1936      | ...          | Drama                                                                    | Tierra y Libertad (1995)                                                                                   |
| Joseph Losey (estadounidense)             | 1909      | 1984         | Comedia dramática Drama                                                  | The Servant (1963) El Mensajero (1970)                                                                     |
| Hettie Macdonald                          | ?         | ...          | Comedia dramática                                                        | Beautiful Thing (1996)                                                                                     |
| Alexander Mackendrick                     | 1912      | 1993         | Comedia                                                                  | El hombre vestido de blanco (1951) El quinteto de la muerte (1955)                                         |
| Peter Medak                               | 1937      | ...          | Cine fantástico Thriller                                                 | ... |
| Sam Mendes                                | 1965      | ...          | Comedia dramática Cine bélico                                            | ... |
| Anthony Minghella                         | 1954      | 2008         | Comedia dramática Cine fantástico                                        | Truly, Madly, Deeply (1990)                                                                                |
| Ronald Neame                              | 1911      | ...          | Cine de aventuras                                                        | The Man Who Never Was (1954)                                                                               |
| Mike Newell                               | 1942      | ...          | Cine de aventuras Comedia Cine fantástico                                | Cuatro bodas y un funeral (1994) Harry Potter y el cáliz de fuego (2005)                                   |
| Christopher Nolan                         | 1970      | ...          | Cine fantástico Thriller                                                 | Trilogía de Batman (2005-2008-2012) The Prestige (2006) Interstellar (2014)                                |
| Laurence Olivier                          | 1907      | 1989         | Drama                                                                    | Enrique V (1946) Hamlet (1948) Ricardo III (1955)                                                          |
| Nick Park                                 | 1958      | ...          | Animación                                                                | Chicken Run (2000) Wallace & Gromit: The Curse of the Were-Rabbit (2005)                                   |
| Alan Parker                               | 1944      | ...          | Comedia dramática Thriller                                               | El expreso de medianoche (1978)                                                                            |
| Roman Polanski (francés de origen polaco) | 1933      | ...          | Comedia Cine fantástico Thriller                                         | Cul-de-sac (1966) Repulsión (1966)                                                                         |
| Michael Powell                            | 1905      | 1990         | Comedia Cine fantástico Thriller                                         | Narciso negro (1947) Peeping Tom (1960)                                                                    |
| Michael Radford                           | 1946      | ...          | Comedia dramática Ciencia ficción                                        | 1984 (1984) Il Postino (1994)                                                                              |
| Carol Reed                                | 1906      | 1976         | Comedia dramática Musical Espionaje                                      | El tercer hombre (1949) Oliver (1968)                                                                      |
| Karel Reisz                               | 1926      | 2002         | Drama Free Cinema                                                        | Saturday Night and Sunday Morning (1960)                                                                   |
| Tony Richardson                           | 1928      | 1991         | Drama Free Cinema                                                        | The Loneliness of the Long Distance Runner (1962) The Charge of the Light Brigade (1968)                   |
| Guy Ritchie                               | 1968      | ...          | Comedia                                                                  | Snatch (2000)                                                                                              |
| Nicolas Roeg                              | 1928      | ...          | Cine fantástico                                                          | Don't Look Now (1973) El hombre que vino de las estrellas (1976)                                           |
| Ken Russell                               | 1927      | ...          | Biografía Cine fantástico Thriller                                       | Women in Love (1969) The Devils (1971)                                                                     |
| John Schlesinger                          | 1926      | 2003         | Comedia dramática Drama Thriller                                         | Sunday Bloody Sunday (1971)                                                                                |
| Ridley Scott                              | 1937      | ...          | Cine fantástico Ciencia ficción Thriller                                 | Alien, el octavo pasajero (1979) 1492: La conquista del paraíso (1992)                                     |
| Tony Scott                                | 1944      | 2012         | Cine fantástico Thriller                                                 | The Hunger (1983)                                                                                          |
| Jim Sheridan (irlandés)                   | 1949      | ...          | Comedia dramática                                                        | Mi pie izquierdo (1989)                                                                                    |
| Jerzy Skolimowski (polaco)                | 1938      | ...          | Drama                                                                    | Deep End (1971) The Shout (1978)                                                                           |
| J. Lee Thompson                           | 1914      | 2002         | Cine fantástico Cine bélico Ciencia ficción Thriller                     | Los cañones de Navarone (1961)                                                                             |
| Peter Ustinov                             | 1921      | 2004         | Cine de aventuras                                                        | Billy Budd (1962)                                                                                          |
| Peter Watkins                             | 1935      | ...          | Documental                                                               | The War Game (1965)                                                                                        |
| Michael Winner                            | 1935      | ...          | Thriller                                                                 | The Nightcomers (1971)                                                                                     |
| Michael Winterbottom                      | 1961      | ...          | Drama                                                                    | In This World (2002)                                                                                       |
| Sam Wood (estadounidense)                 | 1883      | 1949         | Comedia dramática                                                        | Adiós, Mr. Chips (1939)                                                                                    |
| Terence Young                             | 1915      | 1994         | Cine de aventuras Espionaje                                              | Dr. No (1962)                                                                                              |
| Joe Wright                                | 1972      |              | Drama                                                                    | Orgullo y Prejuicio (película) \| Expiación                                                                |

### General
- Aldgate, Anthony y Jeffrey Richards (2002). Best of British: Cinema and Society from 1930 to the Present. Londres: I.B. Tauris
- Babington, Bruce (ed.) (2001).British Stars and Stardom. Manchester: Manchester University Press
- Chibnall, Steve y Robert Murphy (eds.) (1999). British Crime Cinema. Londres: Routledge
- Cook, Pam (1996). Fashioning the Nation: Costume and Identity in British Cinema. Londres: BFI
- Curran, James y Vincent Porter (eds.) (1983). British Cinema History. Londres: Weidenfeld & Nicolson
- Durgnat, Raymond (1970). A Mirror for England: British Movies from Austerity to Affluence. Londres: Faber. ISBN 0-571-09503-8
- Harper, Sue (2000). Women in British Cinema: Mad Bad and Dangerous to Know. Londres: Continuum
- Higson, Andrew (1995). Waving the Flag: Constructing a National Cinema in Britain. Oxford: Oxford University Press
- Higson, Andrew (2003). English Heritage, English Cinema. Oxford: Oxford University Press.
- Hill, John (1986). Sex, Class and Realism. Londres: BFI
- Landy, Marcia (1991). British Genres: Cinema and Society, 1930-1960. Princeton University Press
- Lay, Samantha (2002). British Social Realism. Londres: Wallflower
- McFarlane, Brian. The Encyclopedia of British Film. Londres: Methuen. ISBN 0-413-77301-9
- Monk, Claire y Amy Sargeant (2002). British Historical Cinema. Londres: Routledge
- Murphy, Robert (ed.) (2001). British Cinema Book 2nd Edition. Londres: BFI
- Perry, George (1988). The Great British Picture Show. Little Brown, 1988.
- Street, Sarah (1997). British National Cinema. London: Routledge.
- Tasker, Yvonne (ed.) (2002). Fifty Contemporary Filmmakers. Londres: Routledge. ISBN 0-415-18974-8

### Historia del cine británico

#### Años 1920 y 1930
- Low, Rachel (1985). The history of the British film, 1929-1939: film making in 1930s Britain (en inglés). Londres: George Allen & Unwin. ISBN 0-047-91042-9.
- Rotha, Paul (1973). Documentary diary: an informal history of the British documentary film, 1928-1939 (en inglés). Nueva York: Hill and Wang. ISBN 0-809-03933-8.
- Swann, Paul (2008). The British Documentary Film Movement, 1926-1946. Cambridge: Cambridge University Press. ISBN 0-521-06323-X

#### Segunda Guerra Mundial
- Aldgate, Anthony y Jeffrey Richards (1994). Britain Can Take it: British Cinema in the Second World War. Edimburgo: Edinburgh University Press, 2.ª edición.
- Barr, Charles (ed.) (1986). All Our Yesterdays: 90 Years of British Cinema. Londres: British Film Institute
- Murphy, Robert (2000). British Cinema and the Second World War. Londres: Continuum

#### Posguerra
- Friedman, Lester (ed.) (1992). British Cinema and Thatcherism. Londres: UCL Press
- Geraghty, Christine (2000). British Cinema in the Fifties: Gender Genre and the New Look. Londres: Routledge
- Gillett, Philip (2003). The British Working Class in Postwar Film. Manchester: Manchester University Press
- Murphy, Robert (ed.) (1996). Sixties British Cinema. Londres: BFI
- Shaw, Tony (2001). British Cinema and the Cold War. Londres: I.B. Tauris

#### Años 1990
- Brown, Geoff (2000). Something for Everyone: British film Culture in the 1990s.
- Brunsdon, Charlotte (2000). Not Having It All: Women and Film in the 1990s.
- Murphy, Robert (ed.) (2000). British Cinema of the 90s. Londres: BFI

### Cine y gobierno
- Dickinson, Margaret and Street, Sarah. 1985. Cinema and the State: The Film industry and the British Government, 1927-84. London: BFI
- Miller, Toby (2000). The Film Industry and the Government: Endless Mr Beans and Mr Bonds?
- Moran, Albert (ed.) (1996). Film Policy: International, National and Regional Perspectives. Londres: Routledge. ISBN 0-415-09791-6

### Géneros cinematográficos
- Olivier Barrot (et al.), "L'Angleterre et son cinéma: Le courant documentaire 1927-1965", Films Éditions, Cinéma d'Aujourd'hui, n° 11, 1977.
- Landy, Marcia (1991). British Genres: Cinema and Society, 1930-1960, Princeton, N.J., Princeton University Press